# آرثر اندروز (دراج)
آرثر اندروز (بالإنجليزية: Arthur F. Andrews)‏ (و. 1876 – 1930 م) هو راكب دراجة هوائية أمريكي، ولد في مونسي، شارك في الألعاب الأولمبية الصيفية 1904، توفي في لونغ بيتش، كاليفورنيا، عن عمر يناهز 54 عاماً.

## روابط خارجية
- آرثر اندروز على موقع أرشيف الدراجات (الإنجليزية)
- آرثر اندروز على موقع اللجنة الأولمبية الدولية (الإنجليزية)
- آرثر اندروز على موقع أوليمبيديا (الإنجليزية)